# 글리세롤 1-인산
sn-글리세롤 1-인산(영어: sn-glycerol 1-phosphate)은 글리세롤의 인산 에스터로, 고균 특유의 에터 지질의 구성 요소이다. 생화학적 맥락에서 동일하게 사용되는 명칭으로는 글리세로-1-인산(영어: glycero-1-phosphate), 1-O-포스포노글리세롤(영어: 1-O-phosphonoglycerol), 1-포스포글리세롤(영어: 1-phosphoglycerol)이 있다. 역사적으로 L-글리세롤 1-인산(영어: L-glycerol 1-phosphate), D-글리세롤 3-인산(영어: D-glycerol 3-phosphate), D-α-글리세로인산(영어: D-α-glycerophosphoric acid)으로도 알려져 있다.

## 생합성 및 대사
글리세롤 1-인산은 sn-글리세롤 1-인산 탈수소효소에 의해 해당과정의 대사 중간생성물인 다이하이드록시아세톤 인산을 환원시켜 생성된다. 다이하이드록시아세톤 인산 및 글리세롤 1-인산은 포도당신생합성 경로를 통해 아미노산 및 시트르산 회로의 대사 중간생성물로부터 합성될 수도 있다.
 + NAD(P)H + H+ →  + NAD(P)+
글리세롤 1-인산은 알케이올 및 칼드알케이올과 같은 고균 특이 에터 지질의 신생합성을 위한 출발 물질이다. 먼저, 세포질 효소인 포스포글리세롤 제라닐제라닐트랜스퍼레이스에 의해 글리세롤 1-인산의 sn-3 위치가 제라닐제라닐화되고, 다른 제라닐제라닐기가 sn-2 위치에 첨가되어 고균 지질 합성에서 핵심 화합물인 불포화 알케이티드산을 생성한다.
 + 제라닐제라닐 피로인산 → 제라닐제라닐글리세롤 인산 + 피로인산

## 거울상 이성질체
고균 외의 생명체는 글리세롤 1-인산의 거울상 이성질체인 글리세롤 3-인산을 사용한다. 대부분의 생화학적 과정들은 글리세롤 1-인산과 글리세롤 3-인산을 구별한다.

## 같이 보기
- 글리세롤 2-인산
- 글리세롤 3-인산